# Mes stars et moi
Mes stars et moi es una película francesa escrita y dirigida por Lætitia Colombani, estrenada el 29 de octubre de 2008.

## Argumento
Robert trabaja como personal de limpieza nocturno en una agencia artística. Está fascinado por tres actrices, hasta el punto de perseguirlas. Las acosa, se inmiscuye en su carrera y logra incluso reunirlas en el rodaje de una película. Entonces sus víctimas descubren que sus tormentos provienen de un mismo admirador; deciden ayudarse entre ellas y hacer la vida del acusador un calvario.

## Reparto
- Kad Merad: Robert Pelage
- Catherine Deneuve: Solange Duvivier
- Emmanuelle Béart: Isabelle Séréna
- Mélanie Bernier: Violette Duval
- Maria de Medeiros: Adeline
- Juliette Lamboley: Lucie
- Rufus: Victor
- Antoine Duléry: el teniente Bart
- Scali Delpeyrat: Durand
- Dominique Besnehard: Dominique Bhé
- Jean-Pierre Martins: Bruno, el jugador de rugby
- Jean-Chrétien Sibertin-Blanc: el doctor Mulot
- Patrice Leconte: Patrice Leduc
- Benoît Pétré: el asistente de Isabelle Séréna
- Frédérique Bel: una maquilladora
- Nicolas Briançon: el responsable del casting
- Arno Chevrier: el regidor
- Christophe Rossignon: el maître de hotel en Fouquet's
- Lætitia Colombani: la psychanaliste para gatos
- Jean Becker: el director en el preestreno
- Charles Gassot: el productor en el preestreno
- Clément Boulland: un paparazzo (figurante)
- Jenny Rieu: una cinéfila (figurante)
- Bass Dhem
- Pierre Zéni
- Alban Casterman